# Гамма (кратер)
Гамма (англ. Gamma) — небольшой марсианский ударный кратер, расположенный на плато Меридиана. Координаты кратера — 2°02′41″ ю. ш. 5°30′29″ з. д. / 2,0449250° ю. ш. 5,5082639° з. д.. Диаметр кратера составляет порядка 8 метров. Внутри кратера присутствуют небольшие выходы горных пород. На севере от него (в 163 м) находится кратер Бигль, а также кратеры Уэйко (в 184 м) и Бета (в 160 м). На юго-востоке находятся: кратер Дельта (в 163 м), Эмма Дин (в 324 м) и крупный кратер Виктория. 18-20 августа 2005 года (912-914 сол) в 74 м от кратера проезжал марсоход «Оппортьюнити», на пути к крупному кратеру Виктория. Исследования кратера не проводились, т.к. научной ценности не представлял.

Кратер Гамма (в левом верхнем углу), снятый марсоходом «Оппортьюнити» 18 августа 2006 года (912 сол). Белая полоса в левом верхнем углу — выход горных пород.